# Gleichenia alpina
Gleichenia alpina là một loài dương xỉ trong họ Gleicheniaceae. Loài này được R. Br. mô tả khoa học đầu tiên năm 1810.

## Hình ảnh

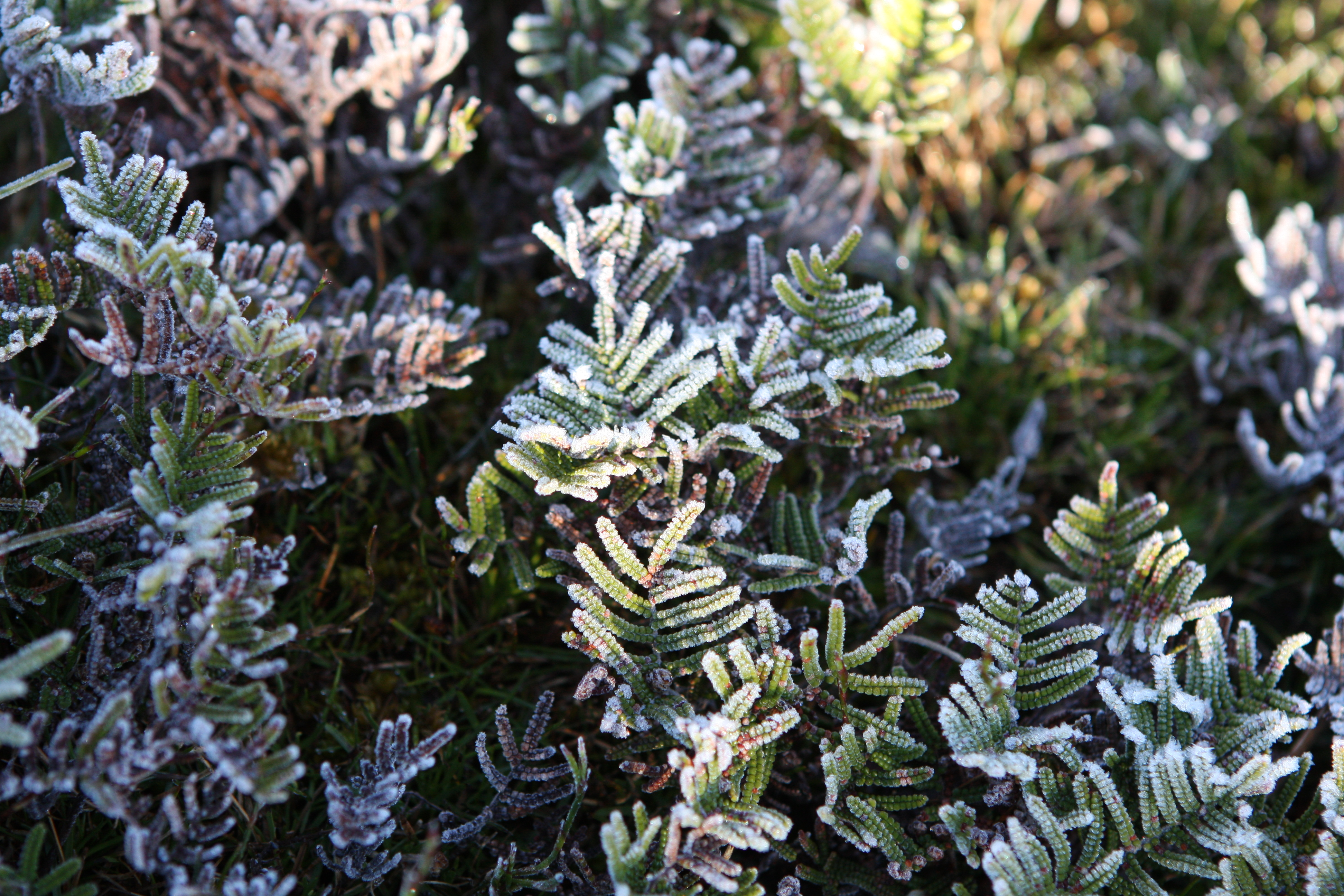